# جوناثان هولدر
جوناثان هولدر (بالإنجليزية: Jonathan Holder)‏ هو لاعب كرة قاعدة أمريكي، ولد في 9 يونيو 1993 في غولفبورت في الولايات المتحدة.

## وصلات خارجية
- جوناثان هولدر على موقع الاتحاد الدولي لألعاب القوى (الإنجليزية)
- جوناثان هولدر على موقع دوري كرة القاعدة الرئيسي (الإنجليزية)
- جوناثان هولدر على موقعبيزبول رفرنس.كوم (الدوري الرئيسي) (الإنجليزية)
- جوناثان هولدر على موقعبيزبول رفرنس.كوم (الدوري الثانوي) (الإنجليزية)
- جوناثان هولدر على موقع إي إس بي إن.كوم (أم.أل.بي) (الإنجليزية)
- جوناثان هولدر على موقع مشجعي الرسوم البيانية (الإنجليزية)